# 山中正剛
山中 正剛（やまなか せいごう、1927年4月10日 - 2013年12月31日）は、社会学者、広告研究者。
京都市出身。京都大学卒。立教大学大学院社会学修了、成城大学文芸学部助教授、教授、1998年定年、名誉教授。
2009年4月瑞宝中綬章受章。

## 著書
- 『現代のPR誌 イメージをつくる脇役』日本経済新聞社 日経新書 1972
- 『広告業界』教育社新書 産業界シリーズ 1976

### 共編著
- 『広告・広報論』三浦恵次共著 笠間書院 1969
- 『現代パブリックリレーションズ論』吉田勇共編著 日刊工業新聞社 1979
- 『広告業界 第3版』須藤春夫、根本昭二郎共著 教育社新書 産業界シリーズ 1985
- 『戦後メディアの読み方 活字・映像・広告・セクシュアリティを考える』石川弘義共編 勁草書房 2001

### 翻訳
- デニス・マクウェール『コミュニケーションの社会学 その理論と今日的状況』監訳 川島書店 1979
- ガブリエル・ブラウン『セリバシー 新しい性と愛の発見』講談社 1982
- D.マクウェール,S.ウィンダール『コミュニケーション・モデルズ マス・コミ研究のために』黒田勇共訳 松籟社 1986
- D.K.デビス,S.J.バラン『マス・コミュニケーションの空間 批判的研究のパースペクティブ』武市英雄共監訳 松籟社 1994

## 論文
- ＜山中正剛